# Torhamn
Torhamn er en landsby i Karlskrona kommun i Blekinge län i Sverige. Den har 544 (2023) indbyggere. I 2010 havde byen 423 indbyggere.
Torhamn ligger længst ude i det sydøstligste hjørne af ikke bare Blekinge men hele Sverige. Byen hed frem til 1898 Torrum.

## Torhamns fuglestation
Torhamns fuglestation ligger på odden syd for byen. Mange trækfugle passerer Torhamns odde på deres træk mod nord gennem Kalmarsund eller mod syd over  Østersøen.

## Hästhallen
Nord for  Torhamn ligger Hästhallen som er Blekinges største helleristningsområde og er dateret til bronzealderen.